# Ловро (надбискуп)
Ловро је био надбискуп у Бару, у периоду од 1255. до 1270. године. Надбискупски плашт је добио од папе Александра Четвртог. Родом је био из Орте, у Тоскани, фрањевац, најприје капелан у папском двору, па легат Ватикана и „бранилац Грка“.